# Prémio Editorial Caminho de Ficção Científica
O Prémio Editorial Caminho de Ficção Científica foi um prémio, em princípio, bienal que distinguia livros de ficção científica e fantasia escritos em língua portuguesa, promovido pela Editorial Caminho.

## Vencedores
| 1982 | Vencedor             | : | Os Caminhos Nunca Acabam                    | por | João Aniceto                |
| 1982 | Recomendação do Júri | : | A Vocação do Círculo                        | por | Daniel Tércio               |
| 1987 | Vencedor             | : | Universal, Limitada                         | por | Isabel Cristina Pires       |
| 1989 | Vencedor             | : | A Espinha Dorsal da Memória                 | por | Bráulio Tavares             |
| 1991 | Vencedor             | : | O Futuro à Janela                           | por | Luís Filipe Silva           |
| 1991 | Recomendação do Júri | : | O Limite de Rudzky                          | por | António de Macedo           |
| 1993 | Vencedor             | : | Beduínos a Gasóleo                          | por | João Botelho da Silva       |
| 1997 | Vencedor             | : | EuroNovela                                  | por | Miguel Vale de Almeida      |
| 1997 | Recomendação do Júri | : | Eu, Clone Precedido de Estilhaços do Futuro | por | João Seixas                 |
| 1999 | Vencedor             | : | Quatro Andamentos                           | por | Luís Richheimer de Sequeira |
| 1999 | Recomendação do Júri | : | A Diferença da Máquina                      | por | Daniel Malaguti             |